# Ријензи (Мисисипи)
Ријензи (енгл. Rienzi) град је у америчкој савезној држави Мисисипи.

## Демографија
По попису из 2010. године број становника је 317, што је 13 (-3,9%) становника мање него 2000. године.
| Група             | 2000.       | 2010.       |
| Белци             | 224 (67,9%) | 229 (72,2%) |
| Афроамериканци    | 94 (28,5%)  | 86 (27,1%)  |
| Азијати           | 0 (0,0%)    | 0 (0,0%)    |
| Хиспаноамериканци | 12 (3,6%)   | 0 (0,0%)    |
| Укупно            | 330         | 317         |